# Midwest Air Group
Midwest Air Group, Inc. is een voormalige luchtvaartmaatschappij holding company uit Oak Creek, Wisconsin.

## Geschiedenis
Het bedrijf begon onder de naam Midwest Express Holdings, Inc.
Op  17 april, 1989, The Midwest Express Connection werd opgericht met als basis Milwaukee.  Beheer werd gedaan door Mesa Air Group.
In 1994 kreeg, Astral Aviation, later genoemd Skyway Airlines, Inc., gestalte voor beheer en uitvoering van The Midwest Express Connection voor feeder vluchten voor Midwest Express.  
Met een IPO in september, 1995 kreeg het publieke aandeelhouders.
In maart 2003, werden de namen opnieuw veranderd.
- The Midwest Express Connection werd Midwest Connect.
- Midwest Express werd Midwest Airlines.

In januari 2004 werd de naam opnieuw veranderd in Midwest Air Group, Inc.